# Orophotus mandarinus
Orophotus mandarinus là một loài ruồi trong họ Asilidae. Orophotus mandarinus được Bromley miêu tả năm 1928. Loài này phân bố ở vùng Cổ Bắc giới và châu Á.